# Rain (ゲーム)
『rain』（レイン）は、ソニー・コンピュータエンタテインメントより2013年10月3日に発売されたプレイステーション3専用のアクションアドベンチャーゲームである。PlayStation Storeでのみ販売されるダウンロード専用ソフトとして発表および発売されたが、2014年6月5日にBlu-ray Disc版が発売された。香港などのアジアの一部地域ではLost in the Rainという名称で販売されている。かつて『100万トンのバラバラ』を製作した、SCEジャパンスタジオ、PlayStation®C.A.M.P!、アクワイアによる共同開発作品である。

## ゲームの内容
「迷子」をテーマとした、一人プレイ用アクションアドベンチャーゲーム。プレイヤーは体が透明になってしまった少年を操作し、雨が降りしきる不思議な街を彷徨う。
主人公は戦う術を持たない子供であるため、敵に接触してしまうとゲームオーバーとなる。そのため、敵に見つからないように隠れて進んだり、ギミックを利用して道を切り開いたりして先に進んでゆく必要がある。特に、降りしきる雨は状況によってプレイヤーを助けることもあれば逆にピンチを招くこともあるなど、ゲームを進める上で重要な要素となっている。

## ストーリー
ある日、少年は窓の外で透明な少女とそれを追いかける怪物の姿を目にする。雨の降る街へ飛び出した少年は、少女の後を追いかけるうちに不思議な世界へと迷い込んでしまう。そして、自身も少女と同じように透明になっていることに気付く。

## キャラクター
少年
本作の主人公。少女の後を追いかけるうちに透明になってしまう。
少女
少年の前に現れた透明な少女。
怪物
雨の中に現れる謎の怪物。人の形をしたものから虫や動物の形をしたものまで、さまざまな種類が存在する。

## 評価
- PlayStation Store ダウンロード専用プレイステーション3ソフトウェア販売数 初登場第1位（2013年に発売開始されたタイトルの中で）[4]
- PlayStation Store 予約数 歴代第1位（2013年10月時点）[4]
- 第17回文化庁メディア芸術祭 エンターテインメント部門 審査委員会推薦作品[5]
- CEDEC AWARDS 2014 ゲームデザイン部門 優秀賞[6]

## 関連商品
- 『rainオリジナルサウンドトラック』ワンミュージック、2013年 - 全30曲収録。